# Uwe Kagelmann
Uwe Kagelmann (* 6. September 1950 in Dresden) ist ein ehemaliger deutscher Eiskunstläufer, der international im Paarlauf für die DDR startete.
Er begann mit dem Eiskunstlaufen als Einzelläufer und trat auch bis 1967 bei DDR-Meisterschaften der Herren an. Seit 1967 startete er im Paarlaufen mit Manuela Groß für den SC Dynamo Berlin. Ihr Trainer war Heinz Lindner.

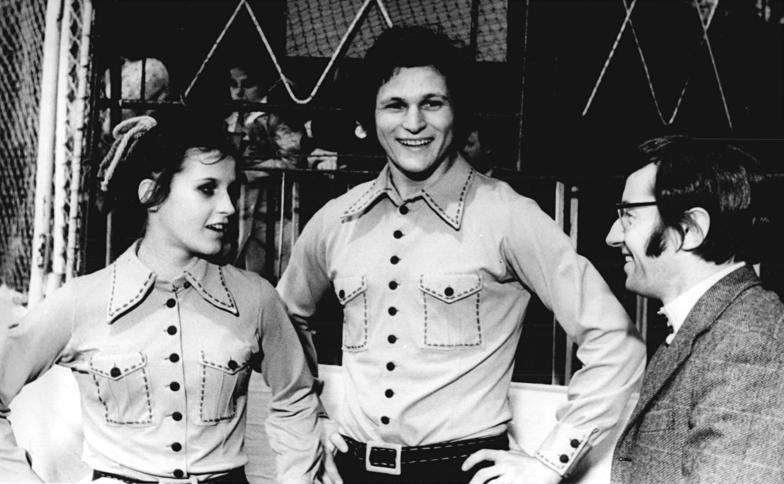
Uwe Kagelmann und Manuela Groß mit Trainer Heinz Lindner bei den DDR-Meisterschaften 1974

1969 und 1970 wurden Kagelmann und Groß DDR-Vizemeister hinter Heidemarie Steiner und Heinz-Ulrich Walther. Ihr internationales Debüt hatten sie bei der Europameisterschaft 1969 in Garmisch-Partenkirchen, wo sie Siebte wurden. Ihr Weltmeisterschaftsdebüt folgte ein Jahr später in Ljubljana und endete beim Bronzemedaillengewinn von Steiner und Walther ebenfalls mit dem siebten Platz. In den Jahren 1971, 1972 und 1974 wurden Kagelmann und Groß DDR-Meister. Von 1971 bis zu ihrem Karriereende 1976 beendeten sie keine Welt- u. Europameisterschaft schlechter als auf dem vierten Platz. Ihre erste Medaille gewannen sie bei der Europameisterschaft 1972 in Göteborg. Auch bei den Olympischen Spielen in Sapporo wenig später errangen Kagelmann und Groß die Bronzemedaille hinter den sowjetischen Paaren Irina Rodnina und Alexei Ulanow sowie Ljudmila Smirnowa und Andrei Suraikin. Seine erste Weltmeisterschaftsmedaille gewann das DDR-Paar 1973 in Bratislava mit Bronze hinter den neu zusammengestellten Paaren aus der Sowjetunion Irina Rodnina und Alexander Saizew sowie Ljudmila Smirnowa und Alexei Ulanow. 1974 kostete den amtierenden DDR-Meistern Kagelmann und Groß ihre Konkurrenz aus dem eigenen Land eine Medaille. Romy Kermer und Rolf Oesterreich beendeten sowohl die Europa- wie auch die Weltmeisterschaft vor ihnen und verdrängte sie damit jeweils auf den vierten Rang. 1975 und 1976 wurden sie von Kermer und Oesterreich auch bei den nationalen Meisterschaften als bestes DDR-Paar abgelöst. Dennoch wurde 1975 das erfolgreichste Jahr für Kagelmann und Groß. Sowohl bei der Europameisterschaft in Kopenhagen wie auch bei der Weltmeisterschaft in Colorado Springs gewannen sie die Bronzemedaille, beide Male hinter Rodnina/Saizew und Kermer/Oesterreich. Dieses Resultat wiederholte sich auch 1976 bei den Olympischen Spielen in Innsbruck. Vier Jahre nach Sapporo gewannen Kagelmann und Groß erneut olympisches Bronze. Dabei war dieses Ergebnis nicht erwartet worden, nachdem sie bei der Europameisterschaft kurz zuvor Vierte geworden waren und das sowjetische Paar Irina Worobjowa und Alexander Wlassow vorbeiziehen lassen mussten. Das Paar aus der Sowjetunion machte jedoch Fehler bei den Olympischen Spielen und so reichte es für die DDR-Vizemeister zur Bronzemedaille, äußerst knapp vor der Sowjetunion und den US-Amerikanern Tai Babilonia und Randy Gardner. Der letzte Auftritt des Paares Kagelmann und Groß folgte bei der Weltmeisterschaft 1976. Hier wendete sich das Blatt wieder und so verpassten sie als Vierte knapp eine Medaille gegen Worobjowa und Wlassow.
Das Trio Groß/Kagelmann/Lindner erfand das neue Sprung- und Paarlaufelement „GroKaLi“. Manuela Groß und Uwe Kagelmann zeigten als erstes Paar der Welt den Doppel-Wurfaxel (Dezember 1971 in Moskau) und den dreifachen Wurflutz.
Uwe Kagelmann wurde Diplomsportlehrer und ist heute Trainer beim Feldkircher Eissportclub Happy on Ice in Österreich.

## Ergebnisse

### Paarlauf
(mit Manuela Groß)
| Wettbewerb / Jahr       | 1969 | 1970 | 1971 | 1972 | 1973 | 1974 | 1975 | 1976 |
| ----------------------- | ---- | ---- | ---- | ---- | ---- | ---- | ---- | ---- |
| Olympische Winterspiele |      |      |      | 3.   |      |      |      | 3.   |
| Weltmeisterschaften     |      | 7.   | 4.   | 4.   | 3.   | 4.   | 3.   | 4.   |
| Europameisterschaften   | 7.   | 7.   | 4.   | 3.   | 4.   | 4.   | 3.   | 4.   |
| DDR-Meisterschaften     | 2.   | 2.   | 1.   | 1.   |      | 1.   | 2.   | 2.   |